# Die Neue (Berlin)

Zeitungskopf Die Neue von 1981

Die Neue war eine linkssozialistische, gewerkschaftlich orientierte Tageszeitung, die von 1978  bis 1982 in West-Berlin erschien. Sie wurde von Carl Guggomos und Walter Barthel als Nachfolgerin des Berliner Extra-Dienstes gegründet und konkurrierte mit der 1979 gegründeten, links-alternativen tageszeitung (taz). Zu den Autoren gehörten Martin Buchholz, Michael Charlier und Horst Tomayer.
Ab Anfang 1982 erschien Die Neue aus finanziellen Gründen nur noch als Wochenzeitung. Sie wurde mit der Ausgabe Nr. 43 vom 29. Oktober 1982 eingestellt.